# 恩斯特·卡斯帕尔松
恩斯特·卡斯帕尔松（瑞典語：Ernst Casparsson，1886年11月15日—1973年9月7日），瑞典男子马术运动员。他曾代表瑞典参加1912年夏季奥林匹克运动会马术比赛，获得团体三日赛金牌。